# Porten till Malmö
Porten till Malmö (även Borgen) var en byggnad på Ringgatan 1 vid Värnhemstorget i Malmö.
Söndagen den 13 maj 1990 ockuperades byggnaden av vänsteraktivister i en protest mot långa bostadsköer i Malmö. Malmös radikala vänster, och inte minst dess relativt unga och begränsade anarkistiska rörelse, hade tidigare varit starkt präglad av ickevåldstaktiker. "Borgen", som ockupanterna kallade fastigheten och vilket snart kom att populariseras genom att lokalpressen även använde namnet, bröt skarpt mot denna konfliktrepertoar genom att vara befäst med taggtrådsförsedda barrikader och aktivister iklädda balaklava beväpnade med molotovcocktails. Fredagen den 16 november 04.05 stormade polisen det ockuperade huset. Trots att de möttes av brandbomber och stenkastning gick stormningen smidigt för polisen, och bara en polis skadades lindrigt när en aktivist på väg att gripas slog med en pinne på dennes underben. 29 personer greps och fördes till polishuset misstänkta för bland annat grovt olaga intrång, förberedelse till mordbrand, grov stöld, egenmäktigt förfarande och skadegörelse. 
Lördagen den 17 november revs huset. Kravallutrustad polis bevakade rivningen. Runt 40 personer demonstrerade mot rivningen.
Även i andra städer, bland annat i Stockholm, genomfördes solidaritetsdemonstrationer. Salka Sandén, en av ockupanterna, skrev boken Deltagänget (Vertigo förlag 2007) där hon delvis berättar om ockupationen och subkulturen runt den.